# Yoann Le Boulanger

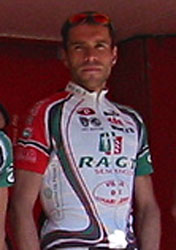
Yoann Le Boulanger (2005)

Yoann Le Boulanger (* 4. November 1975 in Guingamp) ist ein französischer Radrennfahrer.

## Sportliche Laufbahn
Er begann seine Laufbahn im Amateurverein Roue d’Or Begarroise. Yoann Le Boulanger war Profi-Radrennfahrer von 2000 bis 2009. Einmal – 2008 – startete er bei der Tour de France und belegte Platz 74. Dreimal – 2006, 2007 und 2008 – nahm er am Giro d’Italia teil, seine beste Platzierung war Rang 27 im Jahr 2008.

## Palmarès
1999
- eine Etappe Tour de l’Avenir

2002
- Trois Jours de Cherbourg

2003
- Grand Prix de la Somme

2006
- Tour du Doubs

2007
- Bergwertung Polen-Rundfahrt

## Teams
- 2000–2002: Cofidis-Le Crédit par Téléphone
- 2003: MBK–Oktos
- 2004: R.A.G.T. Semences
- 2005: R.A.G.T. Semences
- 2006–2007: Bouygues Télécom
- 2008: Française des Jeux
- 2009: Agritubel

## Berufliches
Yoann Le Boulanger hat eine Ausbildung zum Elektriker abgeschlossen.